# Kreuzkirche (Bergen)

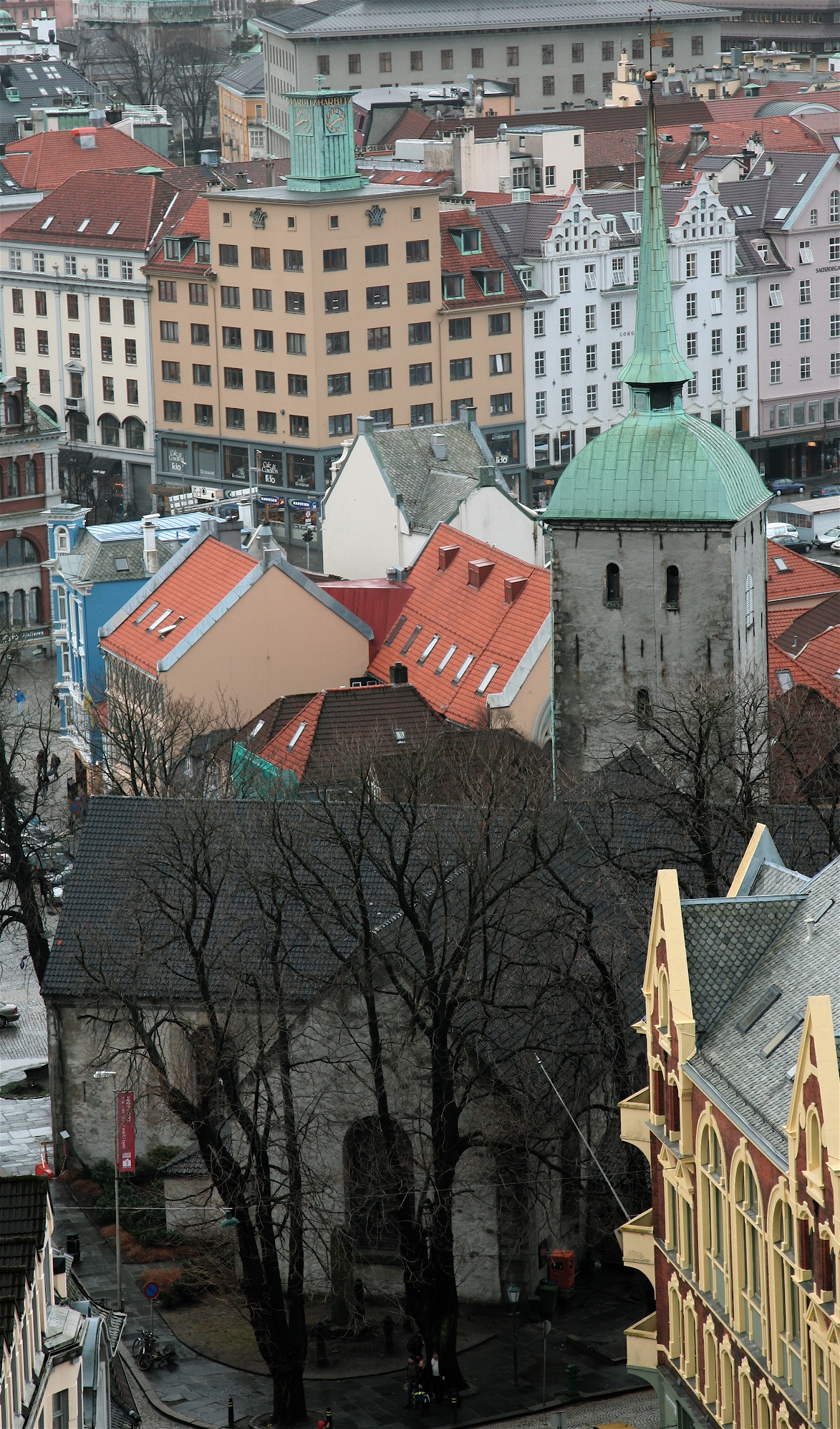
Kreuzkirche, 2007

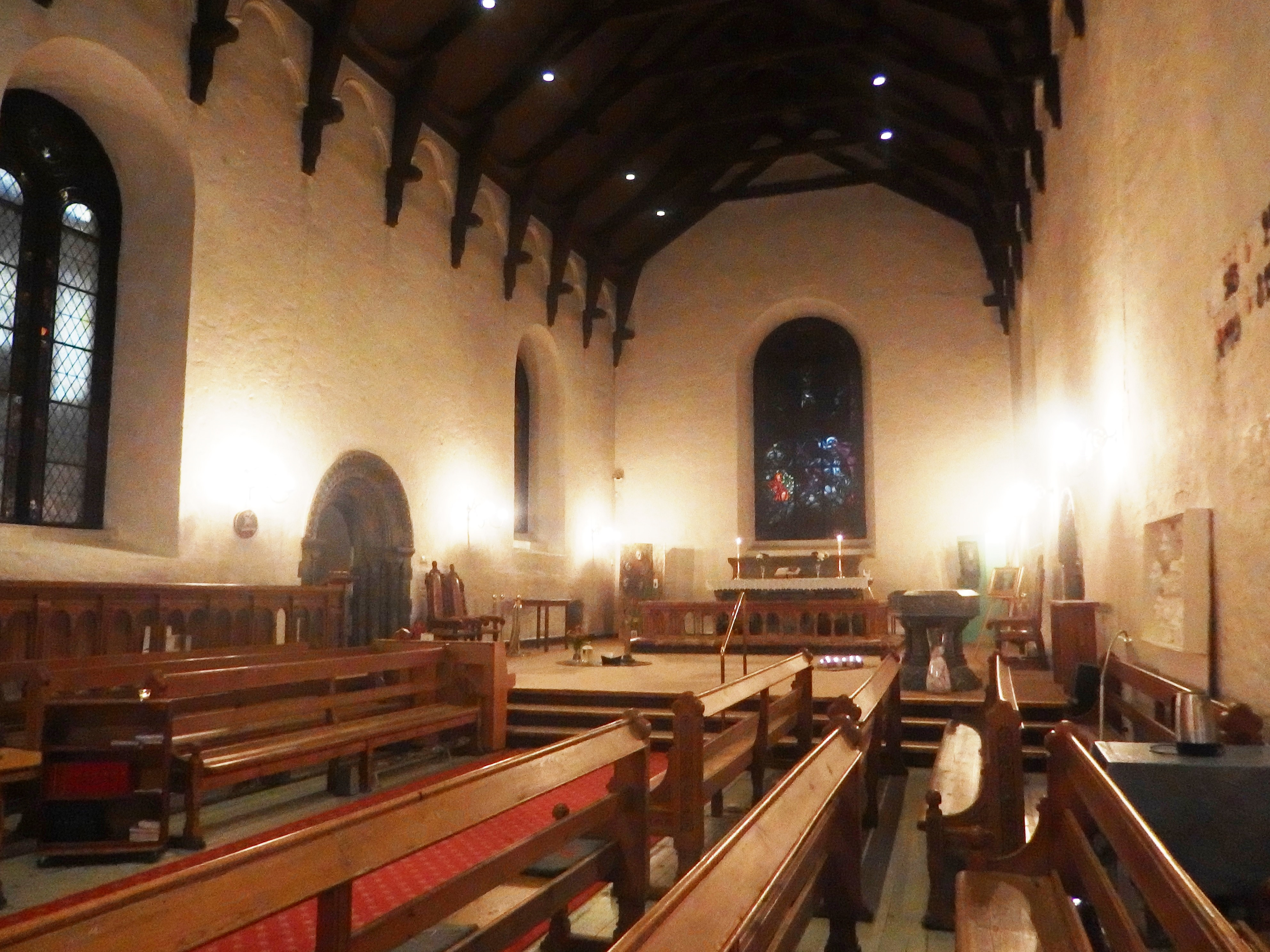
Kircheninneres 2018

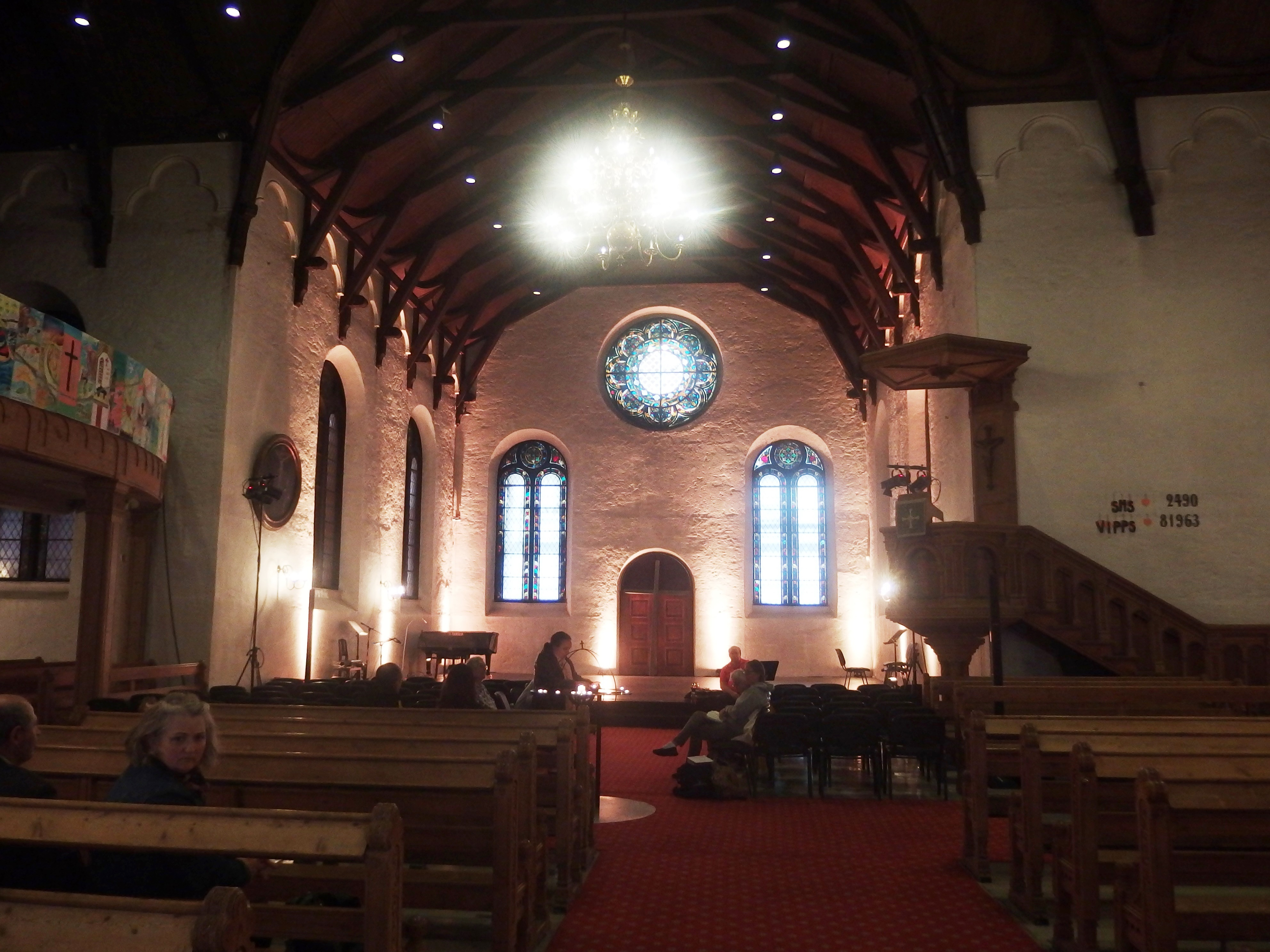
Blick zur Kanzel, 2018

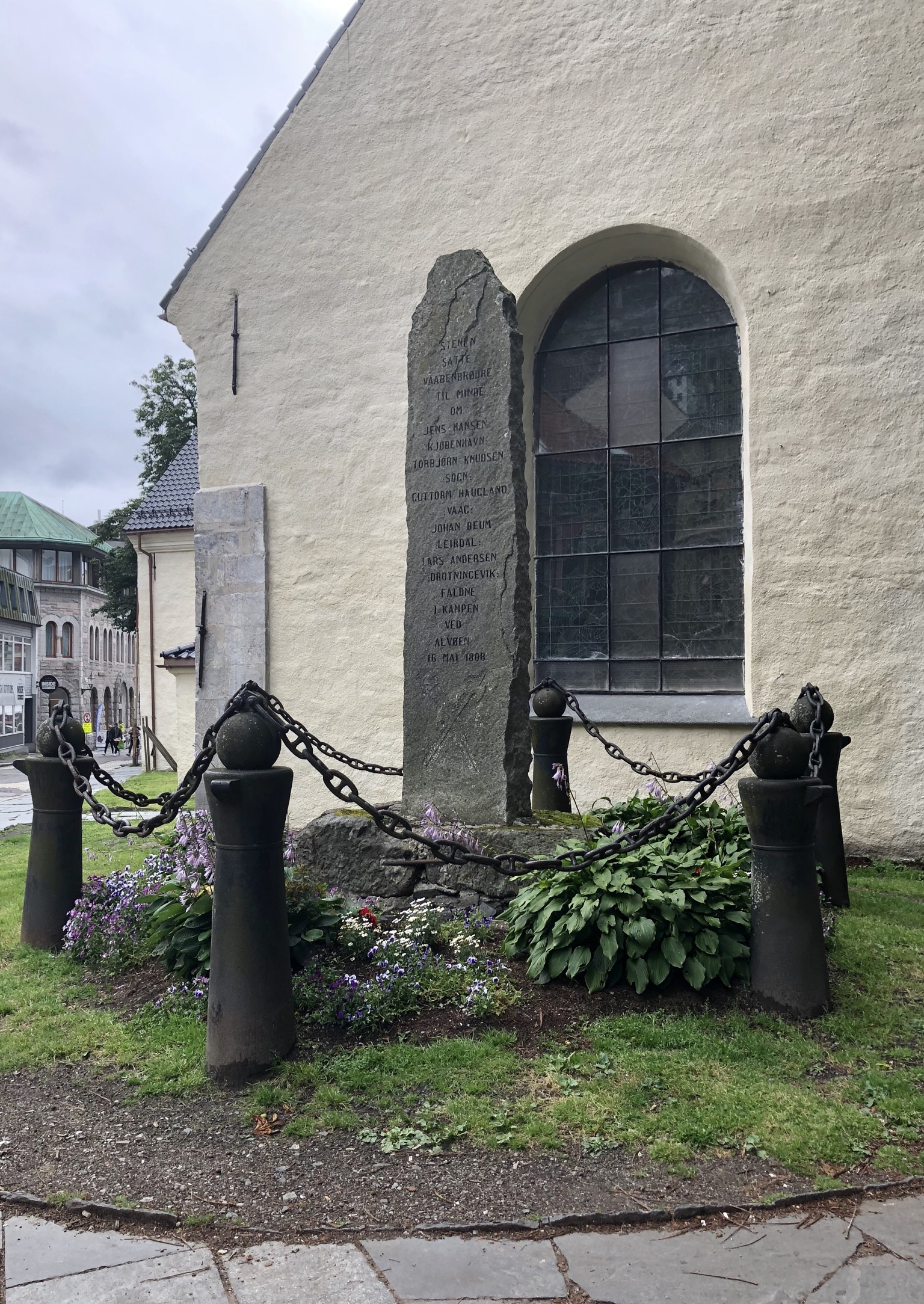
Bautastein auf der Ostseite, 2019

Die Kreuzkirche (norwegisch Korskirken) ist eine denkmalgeschützte Kirche in der norwegischen Stadt Bergen. Sie ist nach dem  Heiligen Kreuz benannt, gehört zur kirchlichen Stadtmission und verfügt über 775 Plätze.

## Lage
Sie befindet sich in der Innenstadt von Bergen an der Straße Nedre Korskirkeallmenningen unweit des Hafen von Bergen. An der Ostseite der Kirche steht der 1893 errichtet Bautastein für die im Seegefecht vor Alvøen Gefallenen.

## Architektur und Geschichte
Eine erste urkundliche Erwähnung der Kirche ist aus dem Jahr 1181 überliefert. Sie diente als Pfarrkirche für den südlichen Teil Bergens. Die ursprüngliche romanische Kirche hatte eine Grundfläche von 39 mal 11,5 Metern und verfügte nicht über einen Kirchturm. Später erhielt sie Zwillingstürme. Die Kirche brannte in den Jahren 1198, 1248, 1413, 1582, 1623, 1640 und 1702 nieder. Beim Brand von 1582 wurden auch die Zwillingstürme zerstört. Beim Wiederaufbau erhielt die Kirche auch den heutigen Turm im Stil der Renaissance. In den Jahren 1615 bis 1632 erhielt die Kirche einen Nord- und Südflügel, wodurch sie auch architektonisch zur Kreuzkirche wurde. Der südliche Flügel wurde von Knud Urne, der nördliche sowie das Portal von Jens Juel gestiftet. Oberhalb des Kirchenportals befindet sich das Monogramm von König Christian IV. Eine weitere Renovierung erhielt die Kreuzkirche nach dem Brand von 1702 und dann wieder von 1856 bis 1857 durch Chr. Christie. Im Jahr 1896 wurde die Kreuzkirche von Schak Bull restauriert. Aus dieser Zeit stammt überwiegend auch das derzeitige Kircheninventar. Älter sind die in der Sakristei erhaltenen Teile des Altarbildes aus den Jahren 1727 bis 1731. Eine Kanzel der Kirche steht heute im historischen Museum Bergens. Ein aus dem Barock stammender sechsarmiger Kronleuchter befindet sich in der Festung Akershus in Oslo.
1928 wurde in die Ostwand des Chors ein neues Fenster eingefügt, für das Frøydis Haavardsholm ein Buntglasfenster schuf.
Bis 1992 wurde noch der aus dem Mittelalter stammende Brauch praktiziert, nach dem jeden Morgen um 7.00 Uhr die Kirchenglocken läuteten. Er wurde dann jedoch aufgegeben.
Im Jahr 2002 ging die Kreuzkirche an die kirchliche Stadtmission über und wird seitdem nicht mehr als normale Pfarrkirche genutzt. Sie wird jedoch als offene Kirche geführt.

## Orgel
Die Orgel baute 1892 der deutsche Orgelbauer Albert Hollenbach. Sie umfasste sowie 38 Register auf drei Manualen und Pedal und wurde später um drei Register erweitert. Eine vorherige Orgel stammte von Claus Jensen. 1981 erfolgte eine Restaurierung des Instruments.
Kammerorchester und Chor Collegium Musicum nutzen häufig die Bergener Kreuzkirche für seine Auftritte.

## Persönlichkeiten
Hans Egede war vor seiner Reise nach Grönland Pfarrer an der Kreuzkirche. An ihn und seine Ehefrau Gertrud Rasch erinnert ein an der Westwand des Kirchturms angebrachtes, von Johan B. Hygen geschaffenes Bronzerelief. Am 14. April 1774 wurde Johan Nordahl Brun Gemeindepfarrer der Kirche, bis er 1804 zum Bischof ernannt wurde. Von 1801 bis 1804 gehörte der Laienprediger Hans Nielsen Hauge, der sich als Kaufmann in Bergen aufhielt, zur Gemeinde. 1971 wurde ihm zum Gedenken ein von Sofus Madsen geschaffenes Relief enthüllt.

## Kreuzkirche in der Literatur
Der Bergener Schriftsteller Ludvig Holberg (1684–1754) machte den Glöckner der Kreuzkirche Niels Klim (1620–1690) zur Hauptfigur seines 1641 erschienenen Romans Niels Klims Reise in die Unterwelt. In der Kirche sind noch heute der 1673 von Klim und seiner Frau gestiftete Kelch und eine Patene in Gebrauch.